# 佩奇兰 (南卡罗来纳州)
佩奇兰（英文：Pageland），是美国南卡罗来纳州下属的一座城市。城市类型是“Town”。其面积大约为4.41平方英里（11.42平方公里）。根据2010年美国人口普查，该市有人口2,760人，人口密度约为每平方 英里625.71人（约合每平方公里241.6人）。